# Katharina Hobgarski
Katharina Hobgarski (Nacida 18 de junio de 1997 en Neunkirchen) es una jugadora de tenis alemana.
Hobgarski Ha ganado nueve singles y seis títulos de dobles en el ITF el circuito de las mujeres. El 21 de agosto de 2017,  logró su mejor singles ranking de Núm. mundial 219. El 3 de abril de 2017, lo logra en los dobles con el Núm. 309 .
En mayo de 2016, Hobgarski obtuvo una wildcard para el sorteo principal del Nürnberger Versicherungscup.

## Títulos ITF

### Singles: 10
| Leyenda          |
| ---------------- |
| $100,000 torneos |
| $80,000 torneos  |
| $60,000 torneos  |
| $25,000 torneos  |
| $15,000 torneos  |
| $10,000 torneos  |

| Finales por superficie |
| ---------------------- |
| Duro (0)               |
| Clay (9)               |
| Hierba (0)             |
| Alfombra (0)           |

| Núm. | Fecha                    | Torneo                  | Superficie | Adversario              | Puntuación    |
| ---- | ------------------------ | ----------------------- | ---------- | ----------------------- | ------------- |
| 1.   | 20 de junio de 2016      | Kaltenkirchen, Alemania | Clay       | Lisa Matviyenko         | 6–3, 6–3      |
| 2.   | 22 de agosto de 2016     | Nuremberg, Alemania     | Clay       | Jade Suvrijn            | 2–6, 6–0, 6–2 |
| 3.   | 19 de septiembre de 2016 | Hammamet, Túnez         | Clay       | Fernanda Brito          | 6–2, 6–2      |
| 4.   | 26 de septiembre de 2016 | Hammamet, Túnez         | Clay       | Fernanda Brito          | 6–0, 7–5      |
| 5.   | 3 de octubre de 2016     | Hammamet, Túnez         | Clay       | Barbara Kötelesová      | 6–4, 6–2      |
| 6.   | 7 de noviembre de 2016   | Hammamet, Túnez         | Clay       | Carolina Meligeni Alves | 6–0, 6–1      |
| 7.   | 14 de noviembre de 2016  | Hammamet, Túnez         | Clay       | Yasmine Mansouri        | 6–4, 6–2      |
| 8.   | 21 de noviembre de 2016  | Hammamet, Túnez         | Clay       | Gaia Sanesi             | 6–1, 7–5      |
| 9.   | 23 de julio de 2017      | Aschaffenburg, Alemania | Clay       | Yvonne Cavalle-Reimers  | 7–5, 6–4      |
| 10.  | 30 de septiembre de 2018 | Pula, Italia            | Clay       | Carolina Meligeni Alves | 7–6, 6–2      |

### Dobles: 6
| Leyenda          |
| ---------------- |
| $100,000 torneos |
| $80,000 torneos  |
| $60,000 torneos  |
| $25,000 torneos  |
| $15,000 torneos  |
| $10,000 torneos  |

| Finales por superficie |
| ---------------------- |
| Duro (0)               |
| Clay (6)               |
| Hierba (0)             |
| Alfombra (0)           |

| Núm. | Fecha                 | Torneo                  | Superficie | Socio               | Adversarios                            | Puntuación       |
| ---- | --------------------- | ----------------------- | ---------- | ------------------- | -------------------------------------- | ---------------- |
| 1.   | 28 Marcha 2016        | Hammamet, Túnez         | Clay       | Elena Gabriela Ruse | Ola Abou Zekry Snehadevi Reddy         | 6–4, 6–4         |
| 2.   | 13 de junio de 2016   | Braunschweig, Alemania  | Clay       | Katharina Gerlach   | Anita Husarić Nina Stojanović          | 6–4, 6–3         |
| 3.   | 20 de junio de 2016   | Kaltenkirchen, Alemania | Clay       | Julia Wachaczyk     | Bianka Békefi Charlotte Römer          | 6–4, 6–2         |
| 4.   | 1 de agosto de 2016   | Rebecq, Bélgica         | Clay       | Emily Arbuthnott    | Justyna Jegiołka Chiara Scholl         | 6–1, 6–1         |
| 5.   | 25 de febrero de 2017 | Palma Nova, España      | Clay       | Katharina Gerlach   | Yvonne Cavallé-Reimers Olga Sáez Larra | 6–4, 6–4         |
| 6.   | 23 de julio de 2017   | Aschaffenburg, Alemania | Clay       | Julia Wachaczyk     | Yuki Kristina Chiang Lisa Ponomar      | 6–3, 2–6, [10–3] |